# A biológiai sokféleség gócterületei
A biodiverzitás gócterületei vagy hotspotjai – a biodiverzitás veszélyeztetett globális központjai, olyan biogeográfiai régiók, ahol kivételesen jelentős a biológiai sokféleség, és amelyet az emberi tevékenység veszélyeztet.
Norman Myers 1988-ban és 1990-ben írt a koncepcióról a The Environmentalist c. tudományos folyóiratban, majd Myers és mások alapos elemzését követően a koncepciót felülvizsgálták és 2000-ben két publikációban jelentették meg.
Ahhoz, hogy egy terület a Myers által 2000-ben felállított koncepció szerint biodiverzitás gócterületnek vagy hotspotnak minősüljön, két szigorú kritériumnak kell megfelelnie:
1. legalább 1500 endemikus edényes növényfajjal kell rendelkeznie (a világ összes növényfajának több mint 0,5%-val)
2. vegetációja csupán 30%-ban, vagy ennél kisebb mértékben maradt eredeti állapotában – más szavakkal, veszélyeztetettnek kell lennie.[6]

Globálisan 36 zóna felel meg ennek a meghatározásnak. Ezeken a területeken él a világ növény-, madár-, emlős-, hüllő- és kétéltűfajainak közel 60%-a, mely fajok nagy része endemikus. Ezen gócterületek némelyike akár 15 000 endemikus növényfajjal is rendelkezik, és némelyek elveszítették természetes élőhelyük 95%-át.
A biodiverzitás gócterületei vagy hotspotjai a bolygó felszínének mindössze 2,4%-át teszik ki. Myer eredetileg tíz gócterületet vagy hotspotot azonosított; jelenleg 36 ilyen területet tartanak számon, melyek eredetileg a szárazföld több mint 15,7%-át fedték le, de mára területük körülbelül 85%-át elveszítették. Azélőhelyvesztés az oka annak, hogy a világ szárazföldi fajainak körülbelül 60%-a a szárazföld mindössze 2,4%-án él. A nagymértékű erdőirtás miatt a trópusi Andok, a Fülöp-szigetek, Közép-Amerika és a Szunda-szigetek valószínűleg elveszítik növény- és gerinces fajaik nagy részét. Hasonló a helyzet a Karib-térségben, például Haiti és Jamaica endemikus növényeire és gerinces fajaira komoly nyomás nehezedik a gyors ütemű erdőirtás következtében.

## Gócterület vagy hotspot megőrzési kezdeményezések
A biodiverzitás gócterületeinek csak egy kis százaléka áll természetvédelmi oltalom alatt. Számos nemzetközi szervezet dolgozik a biológiai sokféleség gócterületeinek megőrzésén.
- A Critical Ecosystem Partnership Fund (CEPF) egy civil szervezet, amely finanszírozza és technikai segítséget nyújt civil szervezeteknek a Föld biológiai sokféleségében leggazdagabb régióinak védelme érdekében, ideértve a biodiverzitás gócterületeit, a nagy biodiverzitású biotópokat és tengeri régiókat is.
- A Természetvédelmi Világalap okológiai és geográfiai szempontok figyelembevételével felosztotta a Földet Ökorégiókra. Majd kiválasztotta a Globális top 200 Ökorégiót, olyan területeket, melyek a biodiverzitás globális megőrzése szempontjából  elsőbbséget kell hogy élvezzenek. A kiválasztás szempontjai, a fajgazdagság, endemizmusok, taxonómiai egyediség, különleges ökológiai vagy evolúciós jelenségek és globális ritkaság. Minden biodiverzitási gócterület vagy hotspot tartalmaz legalább egy Globalis top 200 ökorégiót.
- A Birdlife International 218 „endemikus madár élőhelyet ” (EBA) azonosított, amelyek mindegyike két vagy több olyan madárfajt tartalmaz, amelyek sehol máshol nem találhatók, továbbá több mint 11 000 nemzetközileg fontos madárfaj megőrzési területet  azonosított világszerte (IBA)
- Plant life International koordinálja a fontos növénymegőrzési területek azonosítását és kezelését célzó programokat.
- Az Alliance for Zero Extinction tudományos szervezetek és természetvédelmi csoportok kezdeményezése, amelyek együttműködve a világ legveszélyeztetettebb endemikus fajaira összpontosítanak. 595 helyszínt azonosítottak, köztük számos egyben a madárvilág szempontjából fontos területet (IBA) is.
- A National Geographic Society elkészítette a gócterületek vagy hotspotok világtérképét,[10] valamint a Biodiverzitás Gócterületek vagy  Hotspotok[11] térinformatikai rendszerben használható digitalizált változatát (ESRI shapefile) és metaadatait, beleértve az egyes gócterületek vagy hotspotok veszélyeztetett állatvilágára vonatkozó adatait is, amelynek 2016-os állapota letölthető ITT.
- A Kompenzációs Erdőgazdálkodási és Tervezési Hatóság (CAMPA) igyekszik ellenőrizni az erdők pusztítását Indiában.

## Megoszlás régiónként
Észak- és Közép-Amerika

A biodiverzitás gócterületei vagy hotspotjai. Az eredeti ajánlat zölddel, a hozzáadott régiók pedig kékkel.

- Kalifornia Florisztikai tartomány (8)
- Madreai fenyő-tölgy erdők (26)
- Mezo-Amerika (2)
- Észak-amerikai tengerparti síkság (36)[12][13]

A Karib-térség
- Karib-térség (3)

Dél Amerika
- Atlanti-parti Esőerdő (4)
- Cerrado trópusi szavanna (6)
- Dél-Amerika mérsékelt égövi esőerdői (7)
- Tumbes–Chocó–Magdalena (5)
- Trópusi Andok (1)

Európa és Nyugat-Ázsia
- Földközi-tenger medence (14)
- Kaukázus (15)
- iráni-anatóliai (30)

Afrika
- Fokföldi Florisztikai Régió régió (12)
- Kelet-Afrika tengerparti erdői (10)
- Keleti Afromontán (28)
- Nyugat-Afrika guineai erdői (11)
- Afrika szarva (29)
- Madagaszkár és az Indiai-óceáni szigetek (9)
- Maputaland-Pondoland-Albany (27)
- Succulent Karoo (13)

Közép-Ázsia
- Közép-Ázsia hegyvidéke (31)

Dél-Ázsia
- Kelet-Himalája (32)
- Indo-Burma, India és Mianmar (19)
- Nyugati Ghátok és Srí Lanka (21)

Délkelet-Ázsia és Ázsiai Csendes-óceán
- Kelet-Melanéziai-szigetek (34)
- Új-Kaledónia (23)
- Új-Zéland (24)
- Fülöp-szigetek (18)
- Polinézia-Mikronézia (25)
- Kelet-Ausztrália mérsékelt égövi erdői (35)
- Délnyugat-Ausztrália (22)
- Az indiai Sundaland és Nicobar-szigetek (16)
- Wallacea (17)

Kelet-Ázsia
- Japán (33)
- Délnyugat-kínai hegyvidék (20)

## A gócterületek vagy hotspotok kritikája
A biodiverzitás gócterületeinek vagy hotspotjainak koncepciója nagy népszerűsége miatt némi kritikát váltott ki. Tanulmányukban Kareiva és Marvier (2003) amellett érvelnek, hogy a biológiai sokféleség gócterületei vagy hotspotjai:
- Nem megfelelően reprezentálják a fajgazdagság egyéb formáit (pl. teljes fajgazdagságot vagy veszélyeztetett fajgazdagságot).
- Az edényes növények mellett más taxonokat nem reprezentálnak megfelelően (pl. gerinceseket vagy gombákat).
- Kisebb léptékben fajgazdag területeket nem véd.
- Nem veszi figyelembe a  földhasználati/hasznosítási szokások megváltoztatását. A gócterületek vagy hotspotok olyan régiókat képviselnek, amelyek élőhelyeik jelentős csökkenését szenvedték el, de ez nem jelenti azt, hogy jelenleg is élőhely-veszteséget szenvednek el. Másrészt a viszonylag sértetlen régiók (pl. az Amazonas-medence ) viszonylag csekély területvesztést szenvedtek el, de jelenleg rendkívüli csökkennek az itt található élőhelyek.
- Nem védi az ökoszisztéma szolgáltatásokat .
- Nem veszi figyelembe a filogenetikai sokféleséget.[15]

A közelmúltban megjelent cikkek rámutattak arra, hogy a biodiverzitás gócterületei vagy hotspotjai (és sok más szempontból prioritást élvező régió) nem foglalkoznak a költség fogalmával. A biodiverzitási gócterületek vagy hotspotok azonosításának célja nem egyszerűen az, hogy lehatárolják azokat a régiókat, amelyek biodiverzitás szempontjából nagy értéket képviselnek, hanem az, hogy megőrzési szempontból is előtérbe kerüljenek. Az azonosított régiók közé egyaránt tartoznak a fejlett világ (pl. Kalifornia Florisztikai tartomány ), valamint a fejlődő országok egyes régiói (pl. Madagaszkár). A biodiverzitás gócterületeinek vagy hotspotjainak kijelölései nem veszik figyelembe az egyes területeken belül a partvidéki és a belső szárazföld arányának a természetvédelmi jelentőségét, mely arány több nagyságrendbeli különbséget is mutathat egyes területek között. Mindazonáltal megőrzésre rendelkezésre álló erőforrások is hasonlóan nagy különbségeket mutatnak.

## További irodalom
- A Philosophical Transactions B dedikált száma a Biodiverzitás gócterületeiről vagy  Hotspotjairól. Néhány cikk ingyenesen elérhető.
- Spyros Sfenthourakis, Anastasios Legakis: Hotspots of endemic terrestrial invertebrates in Southern Greece. (Az endemikus szárazföldi gerinctelenek gócterületei Görögország déli részén). Kluwer Academic Publishers, 2001 [17]

## Külső linkek
- A biodiverzitás megőrzés fontos területein A-Z: A biodiverzitás gócterületei vagy hotspotjai
- A Conservation International Biodiversity Gócterületek vagy Hotspot projektje
- Az Afrikai Vadkutyák Védelme
- A biodiverzitás gócterületei vagy hotspotjai Indiában
- Színezett biodiverzitás-térképek a gócterületek vagy hotspotok megjelenítésére
- A Biodiverzitás Gócterületei vagy Hotspotjai térinformatikai állomány ESRI Shapefile (v2016.1)

## Fordítás
Ez a szócikk részben vagy egészben  a   Biodiversity_hotspot című angol Wikipédia-szócikk fordításán alapul.  Az eredeti cikk szerkesztőit annak laptörténete sorolja fel. Ez a jelzés csupán a megfogalmazás eredetét és a szerzői jogokat jelzi, nem szolgál a cikkben szereplő információk forrásmegjelöléseként.